# 2. Arrondissement (Lyon)
Das 2. Arrondissement ist eines der neun Arrondissements von Lyon (Stadtbezirk). Es liegt am südlichen Ende der Presqu’île, die vom Zusammenfluss von Saône und Rhône gebildet wird.

## Geschichte
Das 2. Arrondissement ist eines der fünf, die durch Präsidialdekret vom 24. März 1852 geschaffen wurden.

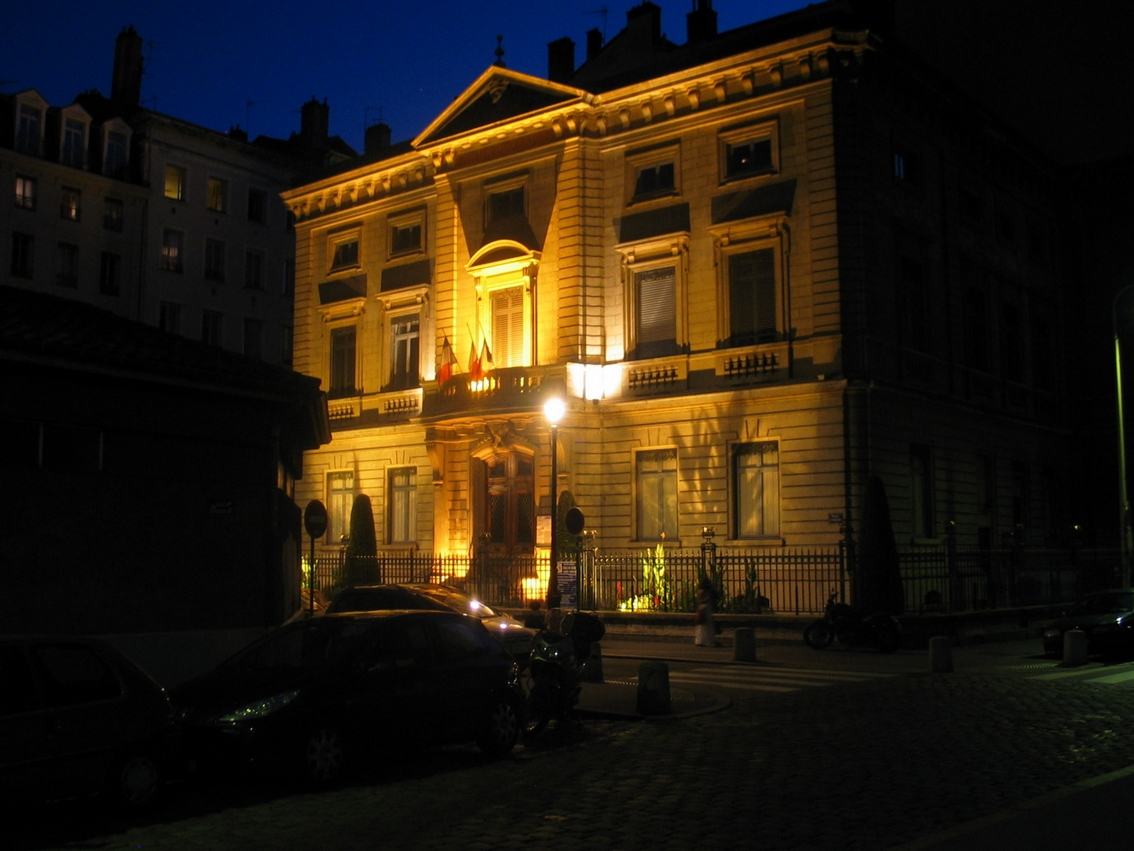
Bürgermeisterei des 2. Arrondissements
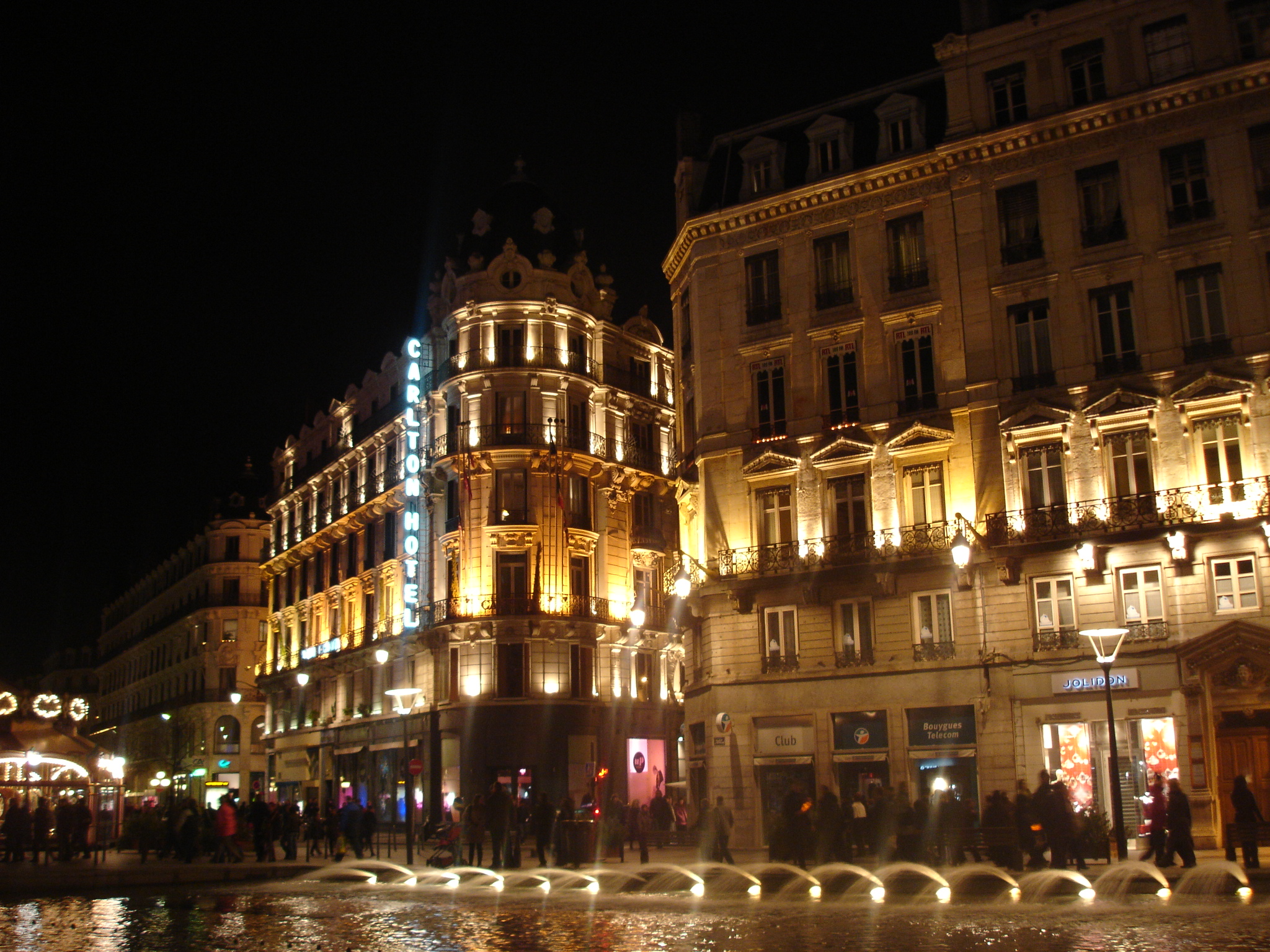
Place de la République

## Geographie

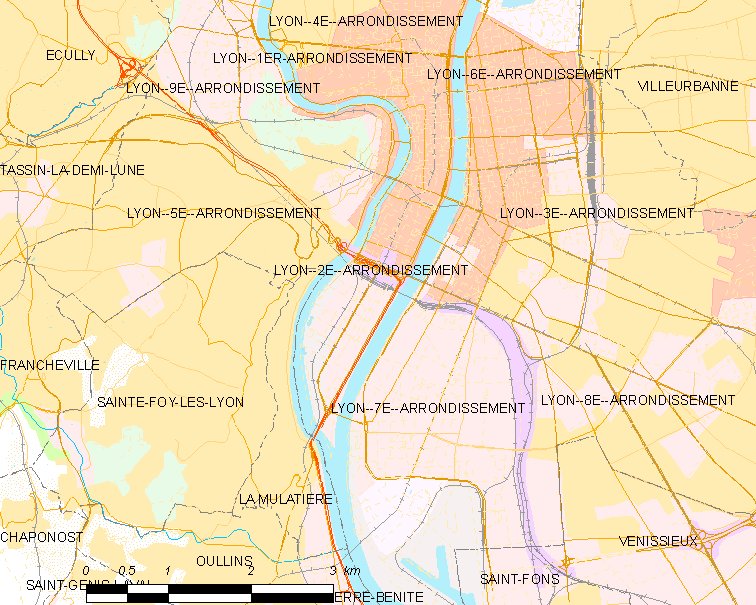
Karte des Arrondissement

- 341 ha

### Viertel
- Cordeliers
- Bellecour
- Célestins
- Sainte-Blandine
- La Confluence
- Ainay
- Perrache

### Bauwerke

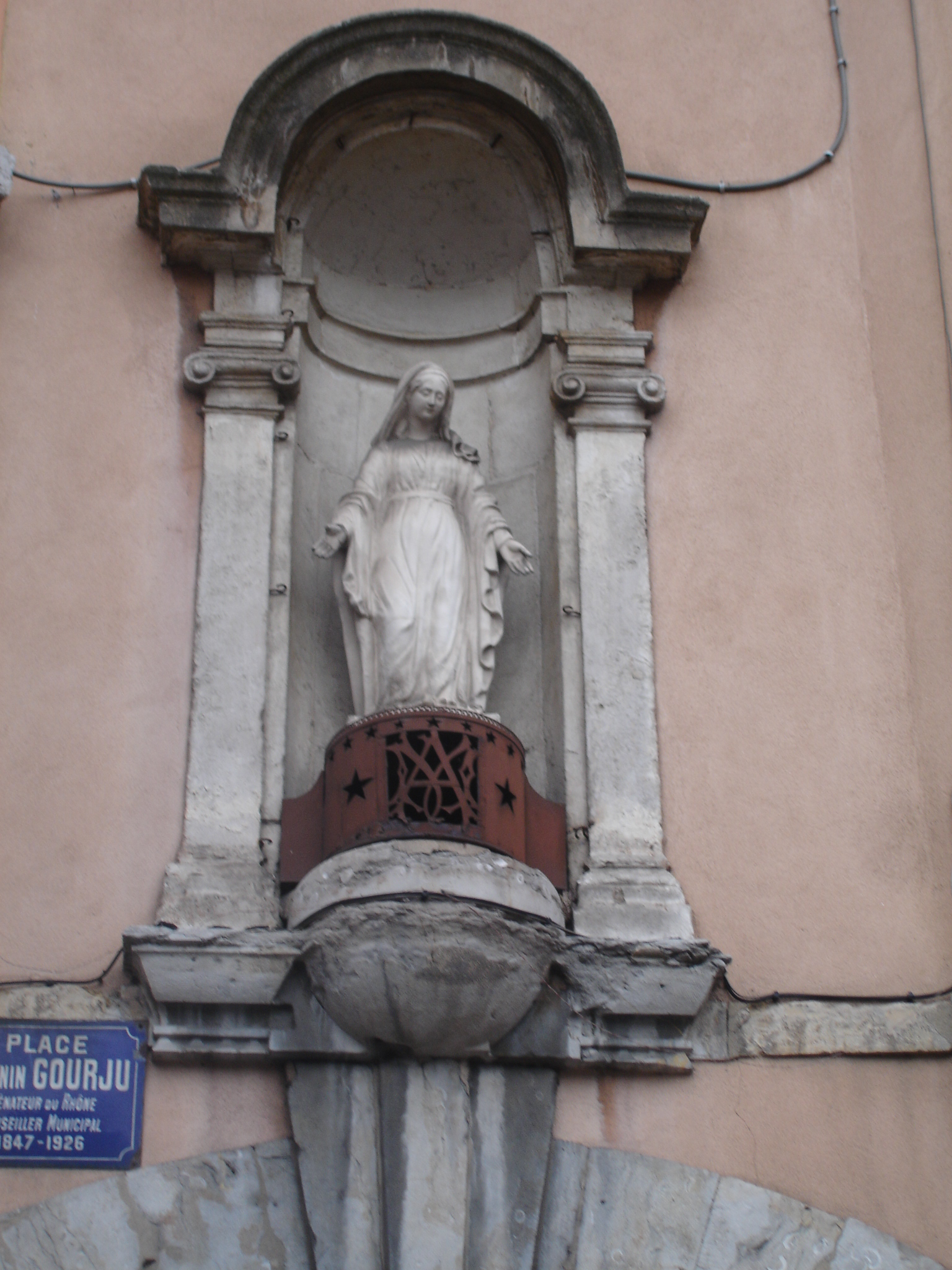
Place Gourjus

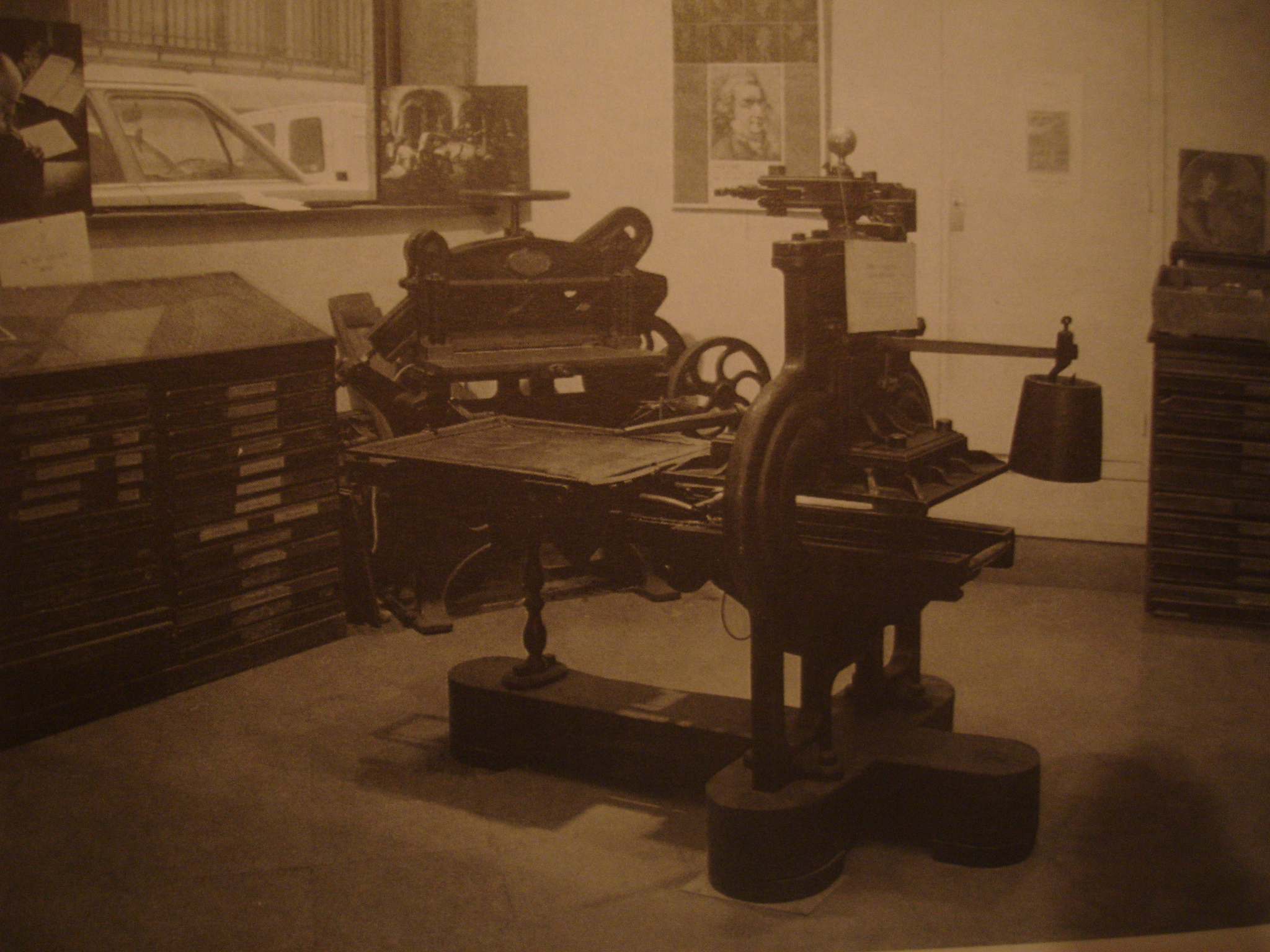
Musée de l’imprimerie
rue de la Poulaillerie

- Basilika Saint-Martin d’Ainay
- St-Bonaventure (Lyon)
- St-François-de-Sales (Lyon)
- Ste-Blandine (Lyon)
- Palais de la Bourse (Lyon)
- L’hôtel des Finances
- Hôtel-Dieu (Lyon)
- Chapelle de l’Hôtel-Dieu
- Chapelle de la Trinité

### Straßen, Plätze, Grünflächen
- Place Bellecour
- Rue de la République
- Rue Édouard-Herriot
- Rue du Plat
- Place des Célestins
- Place des Jacobins
- Place Antonin-Poncet, benannt nach Antonin Poncet (1849–1913), einem Chirurgen.[1]
- Place Carnot
- Cours Charlemagne
- Cours de Verdun
- Rue Victor Hugo
- Quai Jules-Courmont
- Quai Rambaud
- Cours Suchet

## Demografie
| Jahr      | 1990   | 1999   | 2008   | 2009   | 2011   |
| --------- | ------ | ------ | ------ | ------ | ------ |
| Einwohner | 27.971 | 27.970 | 30.341 | 30.519 | 30.575 |

Im Jahr 2013 betrug die Bevölkerungsdichte 9.033 Einw./km².

## Verwaltung
- Bürgermeister (Maire): Denis Broliquier (UDI)

## Verkehrsanbindung
- Métro Lyon A, Stationen Cordeliers, Bellecour, Ampère – Victor Hugo und Perrache
- Métro Lyon D, Station Bellecour
- Tramway de Lyon 1, 2

## Besonderheiten
Das 2. Arrondissement ist ein Handelszentrum in Lyon. Die wichtigste Einkaufsstraße von Lyon befindet sich in diesem Viertel (Rue de la République).
In diesem Arrondissement ist auch der Place Bellecour, der zentrale Platz von Lyon. Auch der zweitgrößte Bahnhof von Lyon (Gare de Perrache) liegt in diesem Viertel.
Die Immobilienpreise sind hier besonders hoch. Das Viertel ist eines der teuersten und schickesten der Stadt, in dem die Bourgeoisie von Lyon wohnt und in dem zahlreiche Luxusboutiquen und Juweliergeschäfte ihren Sitz haben.